# Omhällsberg
Omhällsberg är en fornborg i södra delen av Sköllersta socken i Hallsbergs kommun i Närke. Borgen är belägen på ett bergskrön 105 meter över havet. Den begränsas naturligt i norr, nordost och nordväst av branta stup. I söder och sydväst finns dubbla stenvallar, 10 meter ifrån varandra. Den inre vallen är 80 meter lång och den yttre 140 meter lång. Båda är cirka 10 meter breda och 1.5 meter höga. Vid undersökningar har man funnit rester av bränt material, vilket har antagits kommit från signaleldar.